# Ordre de Pierre Ier
L’ordre impérial de Pierre Ier (en portugais : Imperial Ordem de Pedro Primeiro ou Imperial Ordem de Pedro Primeiro, Fundador do Império do Brasil) est un ordre de chevalerie institué au Brésil par l'empereur Pierre Ier le 16 avril 1826.
Le 22 mars 1890, l'ordre est transformé en ordre national par le gouvernement intérimaire des États-Unis du Brésil.

## L’ordre de Pierre Ieren tant qu'ordre dynastique
Depuis la déposition, en 1889, du dernier monarque du Brésil, l'empereur Pierre II, l'ordre se poursuit comme ordre dynastique attribué par le Chef de la Maison d'Orléans-Bragance, prétendant au trône du Brésil. L'actuelle famille impériale du Brésil est divisée en deux branches : la ligne directe appelée "Petrópolis" et une branche de cadets appelée "Vassouras".